# Río Mazaruní
El río Mazaruni es un río que se encuentra en la región de Cuyuni-Mazaruni, que se origina en la meseta de Roraima (que comparte con  Brasil), en tres niveles de piedras areniscas y conglomerados, coronados por el monte Roraima (2810 m). Tiene una longitud de 560 km.
En Guyana, los dos niveles más altos de la meseta de Roraima se conocen como las montañas de Pakaraima y montañas de Merume. La fuente del río Mazaruni está en las montañas de Merume. El área sigue siendo uno de los lugares en el mundo más inaccesibles. En 1992, una expedición conjunta de la Guyana Defence Force y los Welsh Guards Members no pudo alcanzar el origen del río Mazaruni, incluso con el entrenamiento, recursos financieros y el equipo con el que contaban.
El río de Mazaruni cae abajo de cada meseta de Roraima a través de tres caídas escarpadas con muchos sistemas pintorescos de cataratas. El primer sistema de Cataratas es el de Chai-chai. El siguiente está cerca de la aldea de Imbaimadai y el último sistema esta después de la aldea de Kamarang adonde el río Mazaruni posee las últimas caídas importantes.
Después de pocos kilómetros de agua relativamente tranquila, el sistema pasado de grandes caídas del río de Mazaruni comienza. Las primeras caídas son las Cataratas de Aruwai y el último son las Cataratas de Peaima.
En el parte superior del río de Mazaruni, en 1890, cerca de la aldea de Issineru, los primeros diamantes aluviales fueron encontrados en Guyana. El descubrimiento fue hecho accidentalmente por Edward Gilkes, quien sospechaba la existencia de oro a lo largo de Putareng, un río tributario pequeño ubicado el lado izquierdo del río de Mazaruni. Desde entonces, según la Comisión de Minas y Geología de Guyana, el río Mazaruni, junto con sus tributarios (los ríos de Meamu, Kurupung y Eping), producen más del 50% de todos los diamantes aluviales explotados hasta ahora en Guyana.
Algunos lugares, tales como Imbaimadai, Kamarang, Aruwai, Tiboku, Kaburi y Marshal Falls produjeron una cantidad importante de oro aluvial durante la era de oro del río (1980-1995).
El río Mazaruni fluye sobre tres hábitats distintos; las montañas planas de la meseta de Roraima, conocidas en Venezuela como «tepuyes», las dos mesetas más bajas y las tierras bajas. Cada hábitat se caracteriza por poseer su propia vegetación. El superior es una tierra fantástica de piedras arenisca que han sido erosionados por la lluvia con plantas exóticas que intentan sobrevivir esta tierra inhóspita de rocas variadas. El segundo es principalmente sabanas selváticas, y el último y el más bajo es una selva frondosa con orquídeas exóticas que se encuentran en hábitat de los últimos hábitats.